# Hrabstwo Dewey (Dakota Południowa)
Hrabstwo Dewey (ang. Dewey County) – hrabstwo w stanie Dakota Południowa w Stanach Zjednoczonych. Obszar całkowity hrabstwa obejmuje powierzchnię 2445,67 mil² (6334,26 km²). Według szacunków United States Census Bureau w roku 2009 miało 5969 mieszkańców.
Hrabstwo powstało w 1873 roku. Na jego terenie znajdują się następujące gminy (townships): North Dewey, South Dewey.

## Miejscowości
- Eagle Butte
- Isabel
- Timber Lake

## CDP
- North Eagle Butte
- La Plant
- Whitehorse
- Green Grass